# Balkanoxel
Balkanoxel (Sorbus graeca) är en rosväxtart som först beskrevs av Édouard Spach, och fick sitt nu gällande namn av Johannes Conrad Schauer. Balkanoxel ingår i släktet oxlar, och familjen rosväxter. Inga underarter finns listade i Catalogue of Life.